# Руда (Ґраєвський повіт)
Руда (пол. Ruda) — село в Польщі, у гміні Граєво Ґраєвського повіту Підляського воєводства.
Населення — 479 осіб (2011).
У 1975-1998 роках село належало до Ломжинського воєводства.

## Демографія
Демографічна структура станом на 31 березня 2011 року:
|          | Загалом | Допрацездатний вік | Працездатний вік | Постпрацездатний вік |
| -------- | ------- | ------------------ | ---------------- | -------------------- |
| Чоловіки | 249     | 66                 | 163              | 20                   |
| Жінки    | 230     | 51                 | 133              | 46                   |
| Разом    | 479     | 117                | 296              | 66                   |